# Арнольд (граф Альтена)

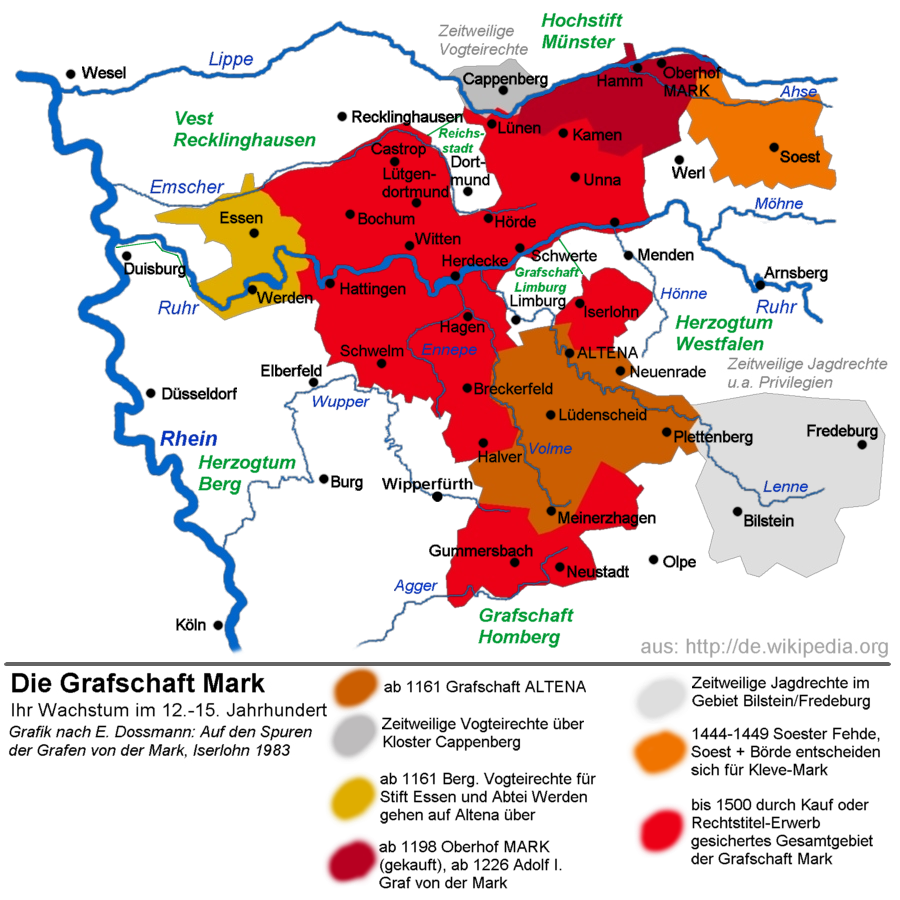
Графство Альтена (коричневым)

Арнольд (ок. 1150—1209) — граф Альтены и Хевеля, фогт Вердена, с 1200 года первый граф Изенберга. Основатель линии Альтена-Изенберг.
Сын Эберхарда IV фон Берг. Унаследовал от отца северо-западную часть его владений (г. Альтена находился в совместном владении Арнольда и его брата Фридриха).
Вместе с другим братом, архиепископом Кёльна Адольфом, построил замок Изенберг. В 1200 году добавил себе титул графа фон Изенберг.
Был женат на Мехтильде (Матильде) Голландской —  дочери Флориса III. Дети:
- Эберхард II (1180—1209) — граф Альтены и Изенберга
- Фридрих фон Изенберг (обезглавлен 13 ноября 1226) — граф Альтены и Изенберга
- Дитрих фон Альтена (ок. 1178 — 18 июля 1226) — епископ Мюнстера
- Энгельберт фон Альтена (р. до 1200, ум. 1250) — епископ Оснабрюка в 1224—1226 и 1238—1250
- Бруно фон Изенберг (ум. 1259) — епископ Оснабрюка
- Филипп фон Альтена, пробст в Мюнстере
- Адольф фон Хольте
- Агнесса, замужем за графом Ольденбурга Христианом II